# Auguste Criquelion
Auguste Henri Louis François Criquelion, né le 2 novembre 1882 à Chièvres, où il est mort le 14 octobre 1967, est un homme politique belge francophone libéral.
Il fut agriculteur.
Il fut bourgmestre de Chièvres, membre du parlement,, et conseiller provincial de la province de Hainaut.